# Rhagophthalmus gibbosulus
Rhagophthalmus gibbosulus är en skalbaggsart som beskrevs av Leon Fairmaire 1900. Rhagophthalmus gibbosulus ingår i släktet Rhagophthalmus och familjen Rhagophthalmidae. Inga underarter finns listade i Catalogue of Life.